# Alastair Reid
Alastair Reid (Edimburgo, 21 de julio de 1939-Stoke St Gregory, Somerset, 17 de agosto de 2011) fue un director de televisión británico que dirigió series como Selling Hitler (1991)   basada en una historia real del fraude más grande de la historia editorial (Los diarios de Hitler), Traffik,Tales of the City y Shout at the Devil.
Reid estudió en el Edinburgh College of Art antes de estudiar dirección en el Bristol Old Vic Theatre School. En 1964, dirigió episodios de Emergency-Ward 10 para ATV y trabajó regularmente en televisión durante más de treinta años. Uno de sus trabajos posteriores dirigieron la adaptación de Nostromo de Joseph Conrad.

## Filmografía
- Baby Love (1969)
- The Night Digger (1971)
- Something to Hide (1972)
- Six Faces (1972)
- South Riding (1974)
- Shades of Greene (1975)
- The Flight of The Heron (1976)
- Shout at the Devil (1976)
- Gangsters (1976–77)
- Curriculee Curricula (1978)
- Hazell (1979)
- Artemis 81 (1981)
- Dr Jekyll and Mr Hyde (1980)
- Traffik (1989)
- Selling Hitler (minisèrie) (1991)
- Tales of the City (1993)
- Nostromo (1996)
- Coses que les rates no farien (1998)